# 카네시 사이치
카네시 사이치(일본어: 兼次 佐一: 1909년[명치 42년] 1월 10일 - 1998년[평성 10년] 3월 20일)는 류큐정부의 정치인이다. 입법원의원(2기), 나하시장(1기)을 역임했다.
오키나와인민당, 오키나와사회대중당, 오키나와사회당 등 3개 좌파계 정당 결성에 관여했고, 각 정당에서 최고간부를 역임했다.